# Saint-Maime-de-Péreyrol
Saint-Maime-de-Péreyrol – miejscowość i gmina we Francji, w regionie Nowa Akwitania, w departamencie Dordogne.
Według danych na rok 1990 gminę zamieszkiwały 264 osoby, a gęstość zaludnienia wynosiła 25 osób/km² (wśród 2290 gmin Akwitanii Saint-Maime-de-Péreyrol plasuje się na 915. miejscu pod względem liczby ludności, natomiast pod względem powierzchni na miejscu 1024.).